# 沈黙の復讐
『沈黙の復讐』（ちんもくのふくしゅう、原題：Born to Raise Hell）は、2010年にアメリカで製作されたアクション映画。

## 概要
アクション俳優のスティーヴン・セガールとダレン・シャラーヴィの初共演作であり、2015年に亡くなったシャラーヴィにとって代表作の一つとなった。

## キャスト
| 役名               | 俳優                     | 日本語吹替 |
| ------------------ | ------------------------ | ---------- |
| ボビー・サミュエル | スティーヴン・セガール   | 大塚明夫   |
| ディミトリ         | ダン・バダラウ           | 納谷六朗   |
| コステル           | ダレン・シャラーヴィ     | 小形満     |
| スティーヴ         | Ｄ・ニール・マーク       | 菊本平     |
| ロニー             | ジョージ・レメス         | 坂巻学     |
| ブルース・ソリン   | クラウディウ・ブレオント | 松本忍     |
| タミ               | マダリーナ・マリエスク   | 神田みか   |